# Lil Baby
Dominique Armani Jones (Atlanta, Georgia, SAD, 3. prosinca 1994.), poznatiji pod umjetničkim imenom Lil Baby, američki je trap glazbenik.
Proslavio se u 2017. nakon objavljivanja svog prvog mixtapea Perfect Timing. Njegov debitantski studijski album Harder Than Ever (2018.) dobio je RIAA platinastu certifikaciju i uključivao je pjesmu "Yes Indeed" s Drakeom, koja je dostigla šesto mjesto na Billboard Hot 100 ljestvici. Nakon toga objavio je još dva mixtapea iste godine, Drip Harder i Street Gossip, a prvi sadrži njegovu najpopularniju pjesmu "Drip Too Hard" s Gunnom, koja je zauzela četvrto mjesto na Billboard Hot 100, a drugo na Billboard 200. Drugi studijski album My Turn (2020.) zauzeo je prvo mjesto na Billboard 200 i dobio trostruku platinastu nagradu RIAA-e. Pjesma "We Paid" sa 42 Duggom zauzela je deseto mjesto na Hot 100. U lipnju 2020. objavio je singl "The Bigger Picture", koji je zauzeo treće mjesto na Hot 100, time postavši njegova pjesma s najvišim dosegom na ljestvici. U 2021. obajvio je zajednički album The Voice of the Heroes s Lil Durkom, koji je ujedno postao njegov drugi album broj jedan na Billboard 200 ljestvici.
Tijekom svoje dosadašnje karijere, bio je triput nominiran za Grammy, dvaput za Američku glazbenu nagradu, dvaput za MTV video glazbenu nagradu te čak sedam puta za BET nagradu. Proglašen je za "najvećeg umjetnika godine svih žanrova" na Apple Music Awardsu u 2020.

## 4PF
4 Pockets Full (inicijalizirano 4PF) američka je izdavačka kuća koju je osnovao Lil Baby 2017. godine. Ugovore s kućom su potpisali izvođači poput 42 Dugga i Ryloa Rodrigueza.

## Osobni život i skandali
Jones ima dva sina, rođena 2015. te 2019. godine.
U svibnju 2021. Jones je posjetio Bijelu kuću s obitelji Georgea Floyda obilježivši godinu dana od njegovog ubojstva, te se upoznao s potpredsjednicom Kamalom Harris.
Dana 7. srpnja 2021., uhitila ga je policija pod optužbom za posjedovanje marihuane u 8. pariškom arondismanu nakon što je s Jamesom Hardenom prisustvovao događajima Tjedna mode u Parizu, kojeg su zaustavili, ali nisu priveli. Međutim, ubrzo su oboje bili pušteni.

## Diskografija

### Studijski albumi
- Harder Than Ever (2018.)
- My Turn (2020.)
- It's Only Me (2022.)
- Dominique (2025.)
- WHAM (2025.)

### Zajednički albumi
- Drip Harder s Gunnom (2018.)
- The Voice of The Heroes s Lil Durkom (2021.)